# علي القرني
علي بن عبد الخالق القرني هو خطيب وداعية إسلامي سعودي ولد في 17 يونيو عام 1961م. يلقي محاضرات ودروسا وخطبا في مواضيع إسلامية متنوعة يتحدث في كثير من محاضراته عن السيرة النبوية وسير الصحابة، وله أسلوب في الخطابة يتميز ببراعة الإلقاء باللغة العربية الفصحى والاستشهاد بالأبيات الشعرية.
ولد في مدينة سبت العلاية في محافظة بلقرن وعمل مدرساً في المعهد العلمي في بيشة ثم انتقل إلى مكة. نشأ علي القرني في حي الهجرة بمكة وعمل فيها في المعهد العلمي معلماً للغة العربية للصف الثانوي.

## محاضراته
- صيب الديم في شمائل وأخلاق النبي الكريم
- عوامل بناء النفس
- جونة العطار في زهد وعدل المختار
- المضمار
- في صحبة الأخيار
- غزة منك وإليك
- المندلي
- نفح الطيب في محبة الحبيب
- عرف العبير في تواضع البشير النذير
- حاسبوا أنفسكم قبل أن تحاسبوا
- الإكليل في حق الخليل
- العرار في حكمة المختار
- همسات للسراة
- ابدأ من جديد
- الوطفاء في رحمة خير الأنبياء
- اليلنجوج الذكي في تعامل النبي صلى الله عليه وسلم
- فاستبقوا الخيرات
- إياك والتلون
- أم العفاف
- الجادي المدوف في صبر النبي الرؤوف
- الزرياب الإبريز في وفاء النبي العزيز
- الرضاب المعسول في جود الرسول
- يا باغي الخير
- كيف تبني نفسك
- أرعد وأبرق يا سخيف
- عمر بن الخطاب
- عليكم بالقرآن
- بادر قبل أن تبادر
- الحقيقة
- النعيم لايدرك بالنعيم
- إيماض البرق في مدح سيد الخلق
- هكذا علمتني الحياة (١/٢)

## روابط خارجية
- صفحة الشيخ علي بن عبد الخالق القرني على موقع إسلام ويب.